# 4. ceremonia wręczenia Satelitów
4. ceremonia rozdania nagród Satelitów przyznawanych przez Międzynarodową Akademię Prasy odbyła się 16 stycznia 2000 roku w Beverly Hills Hotel.
Najwięcej nagród (5) zdobył film Jeździec bez głowy.

## Nagrody

### Nagrody specjalne
- Mary Pickford Award(inne języki) – Maximilian Schell[2]
- Wybitny wkład w nowe media – Artisan Entertainment (dla strony Blair Witch Project)[1]
- Wybitny nowy talent – Haley Joel Osment[1]
- Nagroda za szczególne osiągnięcia (dla wybitnego stratega) – Dale Olson[1]

### Nagrody produkcji filmowych
Na podstawie.

#### Najlepszy aktor w filmie dramatycznym
Terence Stamp – Angol
- Russell Crowe – Informator
- Richard Farnsworth – Prosta historia
- Al Pacino – Informator
- Kevin Spacey – American Beauty
- Denzel Washington – Huragan

#### Najlepszy aktor w filmie komediowym lub musicalu
Philip Seymour Hoffman – Bez skazy
- Jim Carrey – Człowiek z księżyca
- Johnny Depp – Jeździec bez głowy
- Rupert Everett – Idealny mąż
- Sean Penn – Słodki drań
- Steve Zahn – Happy, Texas

#### Najlepsza aktorka w filmie dramatycznym
Hilary Swank – Nie czas na łzy
- Annette Bening – American Beauty
- Elaine Cassidy – Podróż Felicji
- Nicole Kidman – Oczy szeroko zamknięte
- Youki Kudoh – Cedry pod śniegiem
- Sigourney Weaver – Mapa świata

#### Najlepsza aktorka w filmie komediowym lub musicalu
Janet McTeer – Niesione wiatrem
- Julianne Moore – Idealny mąż
- Frances O'Connor – Mansfield Park
- Julia Roberts – Notting Hill
- Cecilia Roth – Wszystko o mojej matce
- Reese Witherspoon – Wybory

#### Najlepszy film animowany lub produkcja łącząca w sobie różne media
Toy Story 2
- Stalowy gigant
- Księżniczka Mononoke
- Miasteczko South Park
- Stuart Malutki
- Tarzan

#### Najlepsza scenografia
Jeździec bez głowy – Ken Court, John Dexter, Rick Heinrichs i Andy Nicholson
- Anna i król
- Idealny mąż
- Cesarz i zabójca
- 1900: Człowiek legenda
- Tytus Andronikus

#### Najlepsze zdjęcia
Jeździec bez głowy – Emmanuel Lubezki
- American Beauty
- Anna i król
- Oczy szeroko zamknięte
- Cedry pod śniegiem
- Utalentowany pan Ripley

#### Najlepsze kostiumy
Jeździec bez głowy – Colleen Atwood
- Anna i król
- Cesarz i zabójca
- Idealny mąż
- Purpurowe skrzypce
- Tytus Andronikus

#### Najlepszy reżyser
Michael Mann – Informator
- Paul Thomas Anderson – Magnolia
- Scott Hicks – Cedry pod śniegiem
- Sam Mendes – American Beauty
- Anthony Minghella – Utalentowany pan Ripley
- Kimberly Peirce – Nie czas na łzy

#### Najlepszy film dokumentalny
Buena Vista Social Club, reż. Wim Wenders
- 42 Up
- Amerykański film: Jak powstawał Północny Zachód
- Pan Śmierć
- Return with Honor
- The Source

#### Najlepszy montaż
Szósty zmysł – Andrew Mondshein
- American Beauty
- Buena Vista Social Club
- Informator
- Jeździec bez głowy
- Utalentowany pan Ripley

#### Najlepszy film dramatyczny
Informator
- American Beauty
- Nie czas na łzy
- Magnolia
- Cedry pod śniegiem
- Utalentowany pan Ripley

#### Najlepszy film komediowy lub musical
Być jak John Malkovich
- Wielka heca Bowfingera
- Dick
- Wybory
- Idealny mąż
- Notting Hill

#### Najlepszy film zagraniczny
Wszystko o mojej matce, reż. Pedro Almodóvar
 Trzy pory roku, reż. Tony Bui
- Cesarz i zabójca, reż. Chen Kaige
- Król masek, reż. Wu Tianming
- Purpurowe skrzypce, reż. François Girard
- Biegnij Lola, biegnij, reż. Tom Tykwer

#### Najlepsza muzyka
Jeździec bez głowy – Danny Elfman
- 1900: Człowiek legenda – Ennio Morricone
- Drapieżcy – Damon Albarn i Michael Nyman
- Purpurowe skrzypce – John Corigliano
- Cedry pod śniegiem – James Newton Howard
- Afera Thomasa Crowna – Bill Conti

#### Najlepsza piosenka
"When She Loved Me" Sarah McLachlan – Toy Story 2
- "Get Lost" – Tylko miłość
- "Mountain Town" – Miasteczko South Park
- "Save Me" – Magnolia
- "Still" – Dogma
- "The World Is Not Enough" – Świat to za mało

#### Najlepszy scenariusz adaptowany
Wbrew regułom – John Irving
- Podróż Felicji – Atom Egoyan
- Mapa świata – Peter Hedges i Polly Platt
- Oniegin – Peter Ettedgui i Michael Ignatieff
- Utalentowany pan Ripley – Anthony Minghella
- Tytus Andronikus – Julie Taymor

#### Najlepszy scenariusz oryginalny
Szósty zmysł – M. Night Shyamalan
- American Beauty – Alan Ball
- Być jak John Malkovich – Charlie Kaufman
- Magnolia – Paul Thomas Anderson
- Złoto pustyni – David O. Russell i John Ridley
- Spacer po księżycu – Pamela Gray

#### Najlepszy dźwięk
Jeździec bez głowy – Frank Morrone, Skip Lievsay i Gary Alpers
- Buena Vista Social Club
- Cesarz i zabójca
- Oczy szeroko zamknięte
- Szósty zmysł
- Gwiezdne wojny: część I – Mroczne widmo

#### Najlepszy aktor drugoplanowy w filmie dramatycznym
Harry Lennix – Tytus Andronikus
- Michael Caine – Wbrew regułom
- Tom Cruise – Magnolia
- Doug Hutchison – Zielona mila
- Jude Law – Utalentowany pan Ripley
- Christopher Plummer – Informator

#### Najlepszy aktor drugoplanowy w filmie komediowym lub musicalu
William H. Macy – Happy, Texas
- Dan Hedaya – Dick
- Rhys Ifans – Notting Hill
- Bill Murray – Cradle Will Rock
- Ving Rhames – Ciemna strona miasta
- Alan Rickman – Dogma

#### Najlepsza aktorka drugoplanowa w filmie dramatycznym
Chloë Sevigny – Nie czas na łzy
- Erykah Badu – Wbrew regułom
- Toni Collette – Szósty zmysł
- Jessica Lange – Tytus Andronikus
- Sissy Spacek – Prosta historia
- Charlize Theron – Wbrew regułom

#### Najlepsza aktorka drugoplanowa w filmie komediowym lub musicalu
Catherine Keener – Być jak John Malkovich
- Cate Blanchett – Idealny mąż
- Cameron Diaz – Być jak John Malkovich
- Samantha Morton – Słodki drań
- Antonia San Juan – Wszystko o mojej matce
- Tori Spelling – Trik

#### Najlepsze efekty specjalne
Stuart Malutki
- Matrix
- Mumia
- Jeździec bez głowy
- Gwiezdne wojny: część I – Mroczne widmo
- Tytus Andronikus

#### Wybitny zespół filmowy
Magnolia

### Nagrody telewizyjne

#### Najlepszy aktor w serialu dramatycznym
Martin Sheen – Prezydencki poker
- James Gandolfini – Rodzina Soprano
- Dylan McDermott – Kancelaria adwokacka
- Eamonn Walker – Oz
- Sam Waterston – Prawo i porządek

#### Najlepszy aktor w serialu komediowym lub muzycznym
Jay Mohr – Akcja!
- Ted Danson – Jak pan może, panie doktorze?
- Thomas Gibson – Dharma i Greg
- Eric McCormack – Will & Grace
- David Hyde Pierce – Frasier

#### Najlepszy aktor w filmie telewizyjnym lub miniserialu
William H. Macy – Małe, niewinne morderstwo
- Beau Bridges – P.T. Barnum
- Don Cheadle – Lekcja przed egzekucją
- Delroy Lindo – Inna sprawiedliwość
- Brent Spiner – Kariera Dorothy Dandridge

#### Najlepsza aktorka w serialu dramatycznym
Camryn Manheim – Kancelaria adwokacka
- Lorraine Bracco – Rodzina Soprano
- Edie Falco – Rodzina Soprano
- Mariska Hargitay – Prawo i porządek: sekcja specjalna
- Kelli Williams – Kancelaria adwokacka

#### Najlepsza aktorka w serialu komediowym lub muzycznym
Illeana Douglas – Akcja!
- Jennifer Aniston – Przyjaciele
- Jenna Elfman – Dharma i Greg
- Calista Flockhart – Ally McBeal
- Jane Leeves – Frasier

#### Najlepsza aktorka w filmie telewizyjnym lub miniserialu
Linda Hamilton – Kolor odwagi
- Kathy Bates – Annie
- Halle Berry – Kariera Dorothy Dandridge
- Leelee Sobieski – Joanna d’Arc
- Regina Taylor – Inna sprawiedliwość

#### Najlepszy miniserial
Hornblower: Równe szanse
- Opowieść o Ojcu Chrzestnym
- Joanna d’Arc
- P.T. Barnum
- Przedsionek piekła

#### Najlepszy serial dramatyczny
Prezydencki poker
- Prawo i porządek
- Oz
- Kancelaria adwokacka
- Rodzina Soprano

#### Najlepszy serial komediowy lub muzyczny
Akcja!
- Jak pan może, panie doktorze?
- Dharma i Greg
- Frasier
- Seks w wielkim mieście

#### Najlepszy film telewizyjny
Inna sprawiedliwość
- Kariera Dorothy Dandridge
- Lekcja przed egzekucją
- Obywatel Welles
- Małe, niewinne morderstwo